# Fontenay-Trésigny
 Fontenay-Trésigny  ist eine französische Gemeinde mit 5887 Einwohnern (Stand 1. Januar 2022) im Département Seine-et-Marne in der Region Île-de-France. Sie gehört zum Arrondissement Provins und zum Kanton Fontenay-Trésigny.
Ortsnamen waren: Fontenetum im bria - Fontenaio - villa fonteneio - Fontenay en brie und Fontenay-Trésigny. Der Ortsname Trésigny taucht erst im 18. Jahrhundert auf, nachdem der Titel eines Marquis de Trésigny geschaffen worden war. Der Name Fontenay-Trésigny wurde nach der Revolution angenommen.

## Lage
Der Ort liegt am Fluss Breon.
Nachbargemeinden sind Chaumes-en-Brie, Bernay-Vilbert, Lumigny-Nesles-Ormeaux, Châtres und Marles-en-Brie.

## Sehenswürdigkeiten
Siehe auch: Liste der Monuments historiques in Fontenay-Trésigny
- Die im 12. Jahrhundert erstmals erwähnte Burg Le Vivier, ein alter Jagdsitz der ersten Kapetinger, wurde von König Karl V. wiederhergestellt. Karl VI. hielt sich hier während seiner psychischen Anfälle auf.
- Das Schloss der Marquis de Trésigny stammt aus dem 17. Jahrhundert. Es wurde im 19. Jahrhundert umgebaut. Andere Adelssitze sind das Schloss Ecoublay, das Schloss Bellefontaine und das Manoir de Chaubuisson.
- Die Kirche Saint-Martin aus dem 15./16. Jahrhundert

## Persönlichkeiten
- 1108: Ludwig VI. der Dicke (1081–1137) König von Frankreich.
- 1318: Philipp V. der Lange (1293–1322) König von Frankreich und Navarra
- 1343: Johann II. der Gute (1319–1364) Herzog von Normandie.
- 1353: Johann II. verheiratet seine Tochter Johanna mit seinem Widersacher Karl II. der Böse, König von Navarra, in der vergeblichen Hoffnung, diesen an sich zu binden
- 1367: Die Burg wird von Philipp dem Kühnen, Herzog von Burgund, besetzt
- 1570: Jean de Nogaret, (der spätere Herzog von Épernon) wird der neue Eigentümer des Schlosses.
- 1571: Karl IX. lädt die Oberhäupter der Protestanten nach Fontenay ein; die Historiker sind sich einig darüber, dass die Bartholomäusnacht (24. August 1572) hier abgesprochen wurde.
- 1770: Der Comte d’Ayen de Noailles ist Herr von Fontenay
- 1880: die ehemalige Königin von Spanien residiert im Schloss